# Lepidothrix suavissima
El saltarín ventrinaranja (Lepidothrix suavissima) es una especie de ave paseriforme de la familia Pipridae perteneciente al género Lepidothrix. Es endémico de los tepuyes del norte de América del Sur.

## Distribución y hábitat
Se distribuye por la zonas montañosas (tepuyes) del sur y sureste de Venezuela, centro norte de Guyana, y adyacente extremo norte de Brasil.
Esta especie es considerada bastante común en su hábitat natural: el sotobosque de selvas de piedemonte y montanas bajas en los tepuyes, entre 500 y 1400 m s. n. m. de altitud.

## Sistemática

### Descripción original
La especie L. suavissima fue descrita por primera vez por los zoólogos británicos Osbert Salvin y Frederick DuCane Godman en 1882 bajo el nombre científico Pipra suavissima; la localidad tipo es «Merume Mountains y Bartica, Guyana».

### Etimología
El nombre genérico femenino «Lepidothrix» se compone de las palabras del griego «λεπις lepis, λεπιδος lepidos» que significa ‘escama’, ‘floco’, y ««θριξ thrix, τριχος trikhos» que significa ‘cabello’; y el nombre de la especie «suavissima», proviene del latín «suavissimus» que significa ‘muy deliciosa’.

### Taxonomía
Se asemeja y está estrechamente emparentado con el saltarín frentiblanco Lepidothrix serena, por lo que ambos fueron anteriormente considerados conespecíficos, pero difieren marcadamente en la vocalización y en la anatomía de la siringe, y también en las características del plumaje del macho. Es monotípica.